# Rogožarski
Rogožarski (srbsky Рогожарски) byl jugoslávský letecký výrobce.

## Historie
Firma byla založena 22. dubna 1924 pod názvem Prva Srpska Fabrika Aeroplana Živojin Rogožarski A.D. (srbsky Прва српска фабрика аероплана Живојин Рогожарски А. Д., První srbská továrna na letouny Živojin Rogožarski, a.s.) byla spolu s firmou Ikarus zodpovědná za většinu jugoslávské letecké výroby v období mezi světovými válkami. Zpočátku se zabývala opravami letounů z první světové války a brzy přešla ke konstrukci vlastních typů i licenční výrobě zahraničních strojů. V roce 1946 byla znárodněna a spolu se společností Zmaj sloučena do firmy Ikarus, v jejímž rámci letecká výroba pokračovala do roku 1962. Během své existence vyprodukovala 286 letounů.

## Letadla

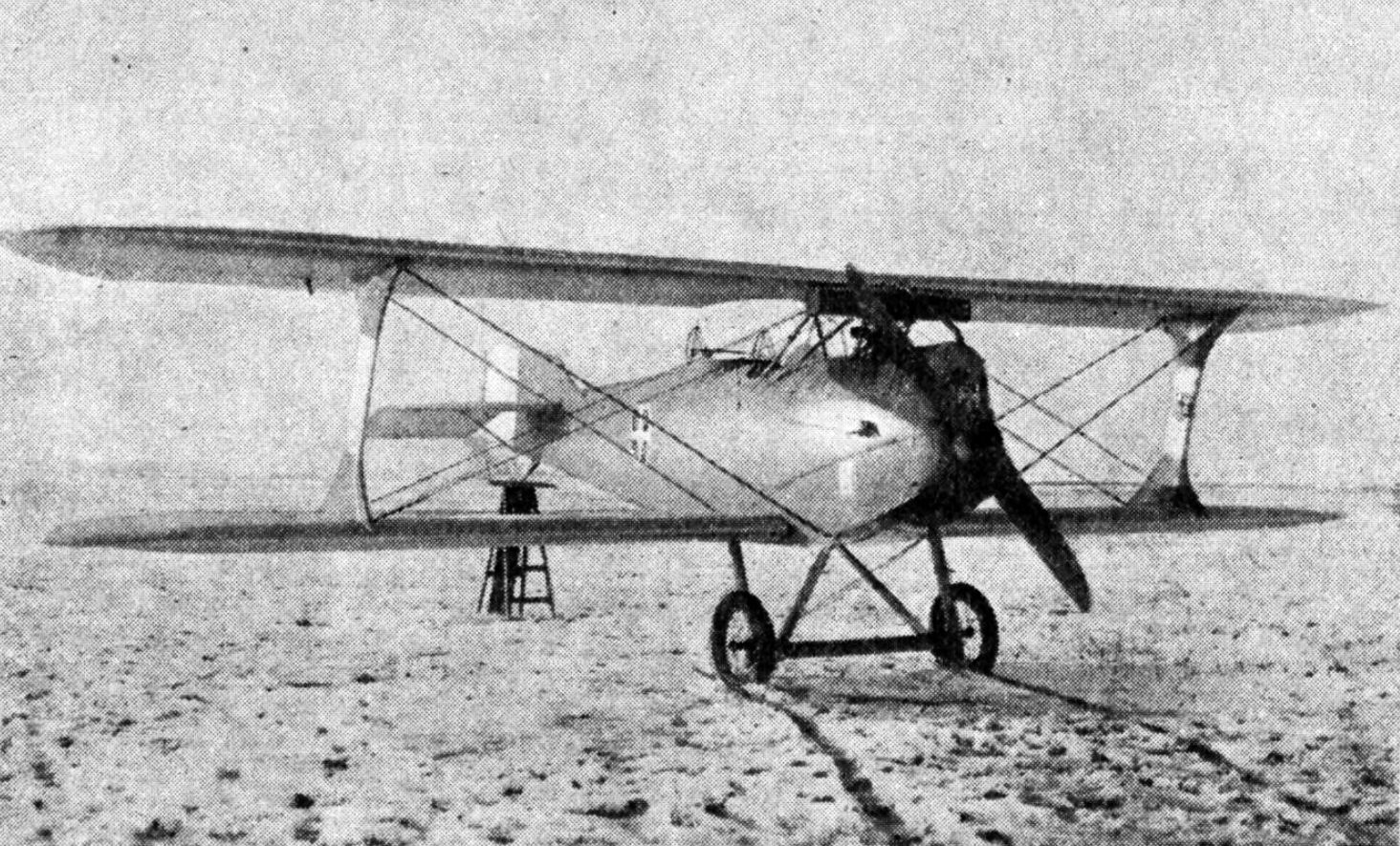
F1V

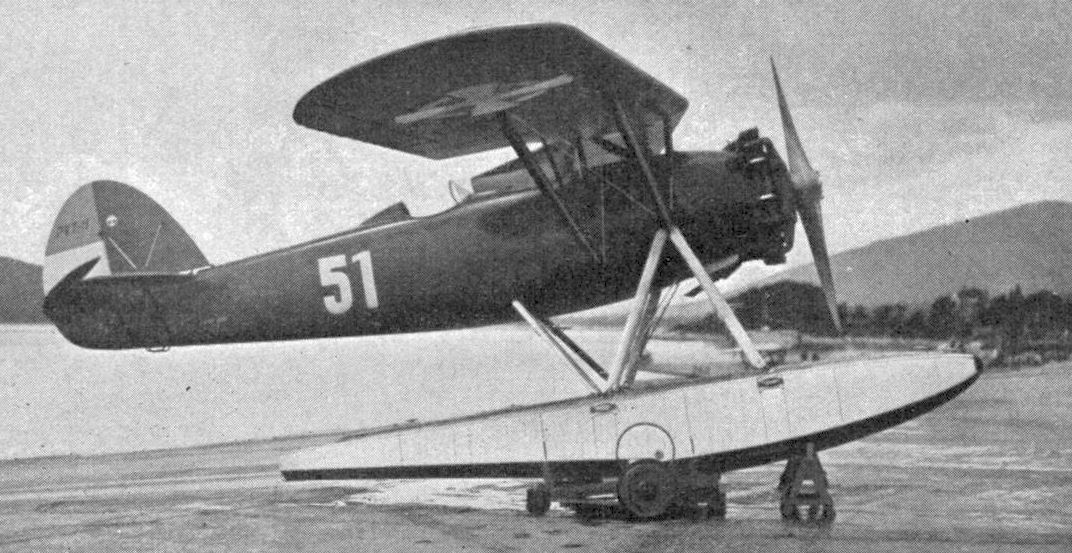
PVT-H

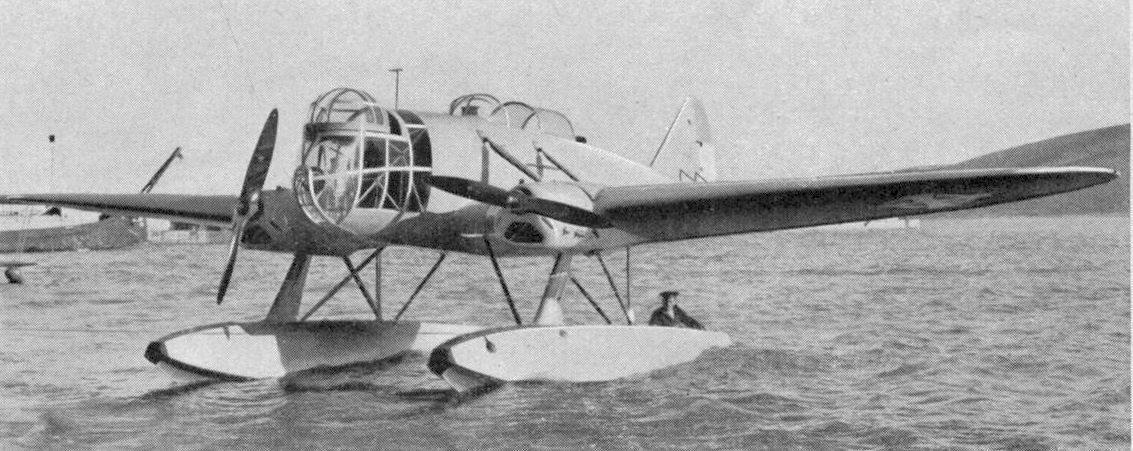
SIM-XIV-H

| Označení             | První let | Počet | Určení                                            |
| -------------------- | --------- | ----- | ------------------------------------------------- |
| Rogožarski F1V       | 1925      | 37    | jednomotorový cvičný dvouplošník                  |
| Rogožarski AŽR       | 1930      | 1     | jednomotorový cvičný dvouplošník                  |
| Rogožarski PVT       |           | 61    | jednomotorový cvičný dvouplošník                  |
| Rogožarski Fizir FN  |           | 40    | jednomotorový cvičný dvouplošník                  |
| Rogožarski SIM-Х     | 1936      | 21    | jednomotorový cvičný jednoplošník                 |
| Rogožarski IK-3      | 1938      | 13    | jednomotorový dolnoplošný stíhací letoun          |
| Rogožarski R-100     | 1938      | 26    | jednomotorový cvičný jednoplošník                 |
| Rogožarski SIM-VI    | 1937      | 2     | jednomotorový cvičný jednoplošník                 |
| Rogožarski SIM-XI    | 1938      | 1     | jednomotorový cvičný jednoplošník                 |
| Rogožarski SIM-XII-H | 1938      | 9     | jednomotorový jednoplošný cvičný plovákový letoun |
| Rogožarski SIM-VIII  | 1931      | 3     | jednomotorový cvičný jednoplošník                 |
| Rogožarski SIM-XIV-H | 1938      | 19    | dvoumotorový plovákový bombardér                  |
| Rogožarski Brucoš    | 1940      | 1     | jednomotorový cvičný jednoplošník                 |
| Rogožarski R-313     | 1940      | 1     | dvoumotorový dolnoplošný lehký bombardér          |
| Rogožarski B.I       |           |       |                                                   |
| Rogožarski C.I       |           |       |                                                   |
| Rogožarski RWD-8     |           | 3     | licenční hornoplošný lehký cvičný letoun          |
| Rogožarski RWD-13    |           | 6     | liceční hornoplošný lehký turistický letoun       |
| Rogožarski Hurricane |           |       | licenční dolnoplošný stíhací letoun               |